# Szocialista Mozgalom az Integrációért
A Szocialista Mozgalom az Integrációért (albánul Lëvizja Socialiste për Integrim) egy politikai párt Albániában. 2004-ben jött létre, miután Ilir Meta és társai elhagyták az Albán Szocialista Pártot. A pártot Ilir Meta felesége, Monika Kryemadhi vezeti.

## Választási eredmények
| év   | szavazatarány | mandátumszám | szavazatszám | státusz     |
| ---- | ------------- | ------------ | ------------ | ----------- |
| 2005 | 8,24          | 5            | 114 798      | ellenzék    |
| 2009 | 4,85          | 4            | 73 678       | kormánypárt |
| 2013 | 10,46         | 16           | 180 470      | kormánypárt |
| 2017 | 14,28         | 19           | 225 975      | ellenzék    |
| 2021 | 6,81          | 4            | 107 521      | ellenzék    |

## Külső hivatkozások
- a párt honlapja Archiválva 2021. március 5-i dátummal a Wayback Machine-ben